# Asesinato de Jamal Khashoggi
El asesinato de Yamal Jashogyi, un disidente saudí, periodista del Washington Post y exgerente general y editor en jefe del canal de noticias Al-Arab, se produjo el 2 de octubre de 2018 en el consulado saudí en Estambul, y fue perpetrado por agentes del gobierno saudí, presuntamente para suprimir su actividad disidente.

## Los hechos
Atraído al edificio del consulado con el pretexto de proporcionarle documentos para su próxima boda (con una ciudadana turca llamada Hatice Cengiz), Jashogyi fue atado, asfixiado y desmembrado por un escuadrón de asesinos sauditas de 15 miembros. Los últimos momentos de Jashogyi se capturan en grabaciones de audio, cuyas transcripciones se hicieron públicas posteriormente. La investigación turca concluyó que Jashogyi había sido estrangulado tan pronto como ingresó al edificio del consulado, y que su cuerpo fue desmembrado y tirado, probablemente en el cercano Bosque Belgrad o en un terreno de cultivo en la provincia de Yalova. Los investigadores turcos, así como las investigaciones del New York Times, concluyeron que algunos de los 15 miembros del equipo saudí estaban estrechamente relacionados con el príncipe heredero saudí Mohamed bin Salmán y que el equipo había viajado a Estambul específicamente para cometer el homicidio.
El gobierno saudita se comprometió en un gran esfuerzo para encubrir el asesinato, incluida la destrucción de pruebas. Después de cambiar repetidamente su relato de lo que le sucedió a Khashoggi en los días posteriores al asesinato, el gobierno saudí admitió que Khashoggi había sido asesinado en un asesinato premeditado, pero negó que el asesinato hubiera tenido lugar según las órdenes de bin Salman, quien dijo que aceptó la responsabilidad por el asesinato "porque sucedió bajo mi supervisión", pero afirmó que no lo ordenó. Las autoridades turcas publicaron una grabación de audio del asesinato de Khashoggi que, según ellos, contenía evidencia de que Khashoggi había sido asesinado por orden de Mohammed bin Salman. Para noviembre de 2018 la CIA, basada en múltiples fuentes de inteligencia, había concluido que bin Salman había ordenado el asesinato de Khashoggi. En el mismo mes, Estados Unidos sancionó a 17 personas sauditas por el asesinato de Khashoggi, incluido el exasesor de bin Salman, Saud Al-Qahtani, pero no sancionó al mismo Bin Salman. El presidente de los Estados Unidos Donald Trump disputó la evaluación de la CIA, expresó su apoyo a Bin Salman y declaró que la investigación sobre la muerte de Khashoggi tenía que continuar.

## Repercusiones

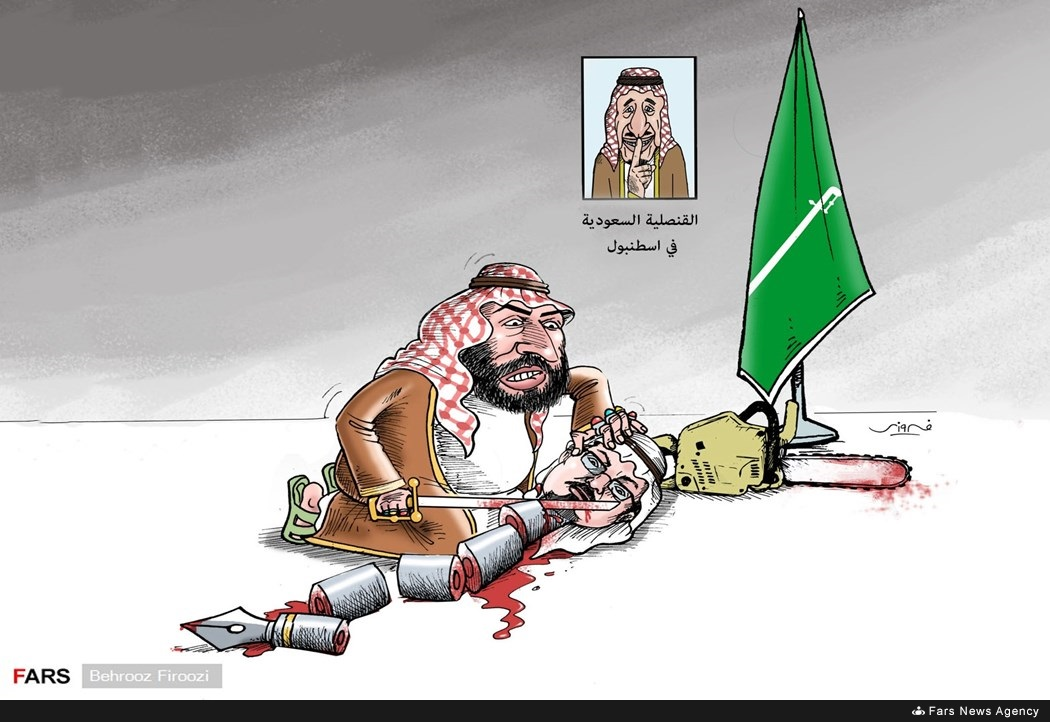
Jamal Khashoggi

El asesinato provocó un intenso escrutinio global y críticas al gobierno saudita. Un informe de junio de 2019 emitido por la relatora especial de las Naciones Unidas sobre ejecuciones extrajudiciales Agnès Callamard concluyó que el asesinato de Khashoggi fue "un asesinato brutal y premeditado, planeado y perpetrado". Callamard determinó que la responsabilidad del asesinato de Khashoggi, y la elaborada campaña para encubrirlo, recae en los más altos funcionarios de la corte real saudita y que "evidencia creíble" exigía la "investigación de la responsabilidad individual de los funcionarios sauditas de alto nivel, incluido el príncipe heredero". El informe de Callamard también detalló el papel del cónsul general saudita en Estambul en la coordinación del asesinato, socavando la afirmación de que el asesinato fue un acto no autorizado por parte de agentes deshonestos. El relator especial pidió que la ONU llevara a cabo una investigación criminal y, debido a que Khashoggi era residente de los Estados Unidos, el FBI.
En enero de 2019, el gobierno saudí inició juicios contra 11 sauditas acusados de participar en el asesinato de Khashoggi. En diciembre de 2019, luego de un proceso secreto, un tribunal saudí absolvió a 3 acusados, sentenció a muerte a 5 acusados (Fahad Shabib Albalawi, Turki Muserref Alshehri, Waleed Abdullah Alshehri, Maher Abdulaziz Mutreb y Salah Mohammed Tubaigy) y sentenció a 3 acusados a penas de prisión. Los acusados absueltos, Saud al-Qahtani y Ahmed al-Asiri, eran funcionarios de seguridad sauditas de alto nivel, mientras que los cinco hombres condenados a muerte eran "esencialmente soldados de infantería en el asesinato". Los fiscales sauditas rechazaron los hallazgos de la investigación de la ONU y afirmaron que el asesinato "no fue premeditado", sino que fue "tomado de improviso en el momento". El relator especial de la ONU, Callamard, dijo que el veredicto saudí era una "burla" porque "los autores intelectuales no solo caminan libres, sino que apenas han sido tocados por la investigación y el juicio". El grupo de derechos humanos Amnistía Internacional calificó el veredicto de "encubrimiento" y el gobierno turco dijo que los juicios habían estado muy lejos de "justicia y rendición de cuentas".
Tras el asesinato, varios otros activistas saudíes exiliados informaron que el régimen saudí intentó atraerlos a sus embajadas. Middle East Eye publicó afirmaciones de una fuente no identificada con conocimiento de las agencias de inteligencia sauditas de que el asesinato es parte de una operación más grande de asesinatos silenciosos de críticos del gobierno saudí por parte de un escuadrón de la muerte llamado "Escuadrón Tigre", compuesto por agentes de inteligencia más confiables y calificados. Según la fuente, el Escuadrón Tigre asesina a los disidentes utilizando diversos métodos, como accidentes automovilísticos planificados, incendios domésticos o clínicas de envenenamiento mediante la inyección de sustancias tóxicas en los oponentes cuando asisten a chequeos médicos regulares. Los presuntos miembros del grupo son reclutados de diferentes ramas de las fuerzas sauditas, dirigiendo varias áreas de especialización. Según Middle East Eye, cinco miembros eran parte del escuadrón de la muerte de 15 miembros que fueron enviados a asesinar a Khashoggi.
En cuanto a reacciones de la comunidad internacional, el presidente de los Estados Unidos Donald Trump, expresó su apoyo al gobierno saudita reservándose el juicio sobre la culpabilidad. Esto creó un alboroto bipartidista en el Congreso, sacudiendo los cimientos de la estrecha relación estadounidense-saudita con los llamados a la suspensión de las ventas militares. Los gobiernos de varios países pidieron una investigación transparente y condenaron el asesinato. Los países árabes aliados de Arabia Saudita caracterizan las secuelas como una campaña mediática contra Arabia Saudita.